# رفد المريدم (السدة)

تعديل مصدري - تعديل

رفد المريدم محلة تابعة لقرية ذي هبور، التابعة لعزلة التويتي بمديرية السدة إحدى مديريات محافظة إب في الجمهورية اليمنية.، بلغ تعداد سكانها 20 حسب تعداد اليمن لعام 2004.